# カプレカ -Kaprekar Number 1.-
『カプレカ -Kaprekar Number 1.-』は、原作：松本真（松智洋）・作画：ネツマイカの漫画。『月刊コミックラッシュ』（ジャイブ）2007年9月号から2009年2月号まで連載された。単行本は全3巻。

## ストーリー
共に記憶を無くし、2人合計で4兆3000億650万400円の天文学的借金を抱える13歳の少女・羽乃と優奈。2人は借金を返済し、無くした記憶を取り戻すため、「山田（仮）」と呼ばれるエージェントに命じられるがままに、己の欲望を暴走させ「罪人（ペカタス）」と呼ばれる人外の化物に変貌した人間を狩り、「心臓（クライム）」と呼ばれる水晶体を集めている。
そして2人が危機に陥った時、唇を重ねソーラー・クロスを発動させると一心同体となり、「女神」の異名を持つ無敵の超人・カプレカが降臨する。

## 登場人物
カプレカ
羽乃と優奈が、「心臓（クライム）」の力で己の欲望を暴走させ人外の化物に変貌した人間の成れの果てである「罪人（ペカタス）」との戦いで、苦戦を強いられた際に唇を重ね、ソーラー・クロスを発動させることで一心同体となった姿。戦闘能力が非常に高く「女神」の異名を持つが、その能力は多くが謎に包まれており、元の2人に分離する条件も不明である。
羽乃（うの）
13歳。過去の記憶と引き換えに、秘密組織・ARCA（アルカ）の手によって生まれ変わった「改良人間（ノア）」の1体。あらゆる武器の操作に長けている。パートナー・優奈と共に天文学的な借金を背負い、古びたアパートの一室で共同生活をしながら、ARCAに命じられるがまま「心臓（クライム）」と呼ばれる水晶体を集め、その報酬で借金を返済している。
優奈（ゆうな）
13歳。やはり過去の記憶を持たないARCA所属の「改良人間」で、コンピュータを駆使した情報収集に長けている。羽乃とは対照的に寡黙で、孤独を恐れる傾向が強い。

山田（仮）（やまだ・かっこかり）
羽乃と優奈を担当するARCAのエージェント。本名は不詳。上層部からの命令で「心臓（クライム）」を発見次第、回収または破壊せよとの任務を2人に伝達し、2人が任務を達成するたびに借金が返済される。カプレカの熱烈な信奉者。
粟根 一（あわね はじめ）
砕け散った「心臓（クライム）」の血を浴びてしまった不幸な少年。以後、一の体に染み付いた血の臭いで「罪人（ペカタス）」をおびき寄せるため、羽乃・優奈と行動を共にすることになる。

## 単行本
1. 2008年1月15日初版 ISBN 978-4-86176-473-8
2. 2008年7月13日初版 ISBN 978-4-86176-539-1
3. 2009年2月15日初版 ISBN 978-4-86176-623-7